# Smicroplectrus robustus
Smicroplectrus robustus là một loài tò vò trong họ Ichneumonidae.